# 액체

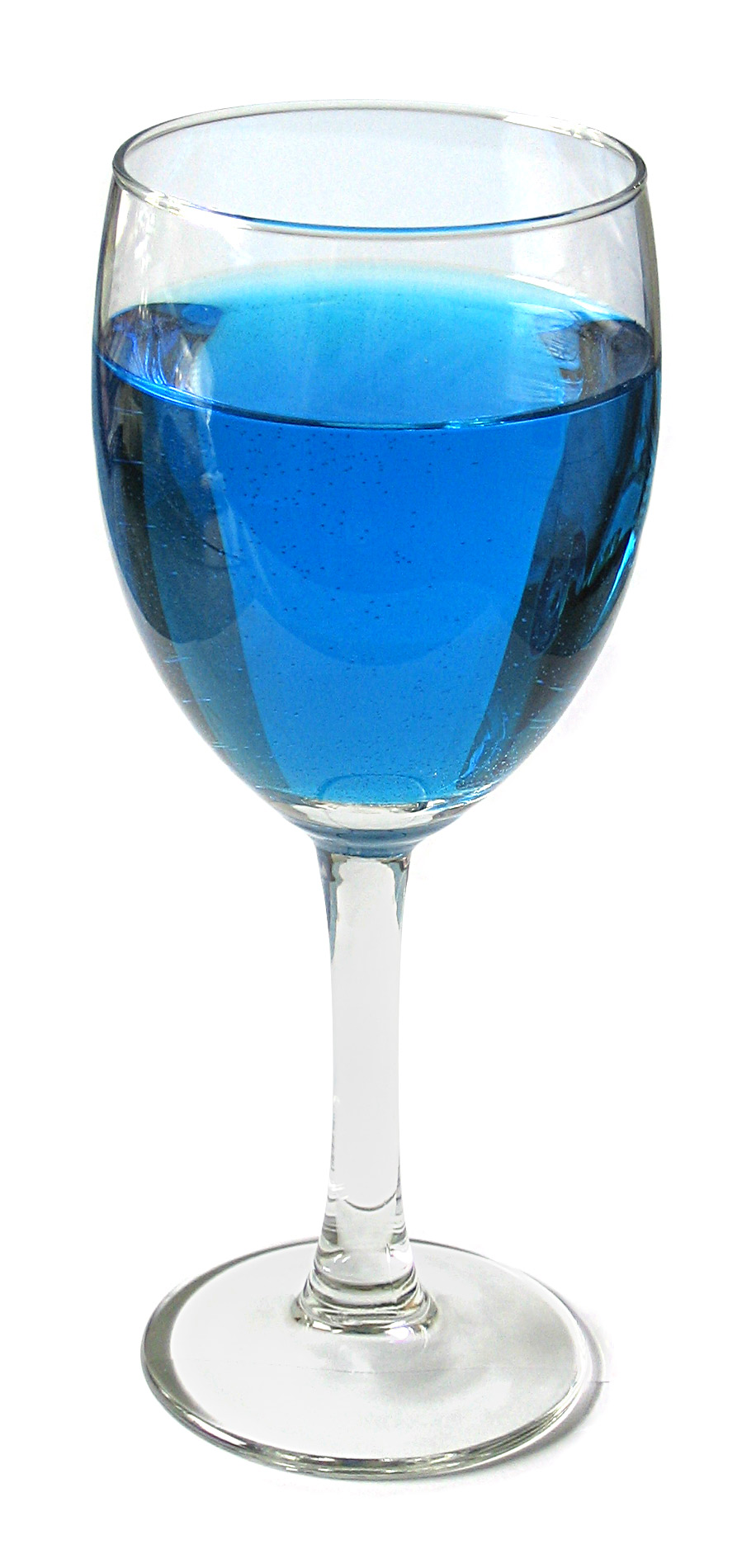
액체의 예시

액체(液體, Liquid)는 물질의 상태의 일종으로, 담은 용기의 모양을 따르지만 압력에 관계 없이 거의 일정한 부피를 가진 비압축성 유체를 뜻한다. 물질의 가장 기본적인 4가지 상태(고체, 액체, 기체, 플라스마) 중 하나이며 부피는 일정하지만 모양이 일정하지 않은 유일한 상태이다.
액체의 밀도는 고체와 비슷하고 기체보다 훨씬 높다. 따라서 고체와 액체를 통틀어 응집물질이라고 부른다. 반면 액체와 기체는 모두 흐르는 성질을 가지고 있으므로 이 둘을 통틀어 유체라고 부른다.
액체는 원자와 같은 작은 진동하는 물질 입자가 분자간 힘으로 서로 결합되어 있다. 기체와 마찬가지로 액체도 흐르고 용기의 형태를 똑같이 취한다. 하지만 기체와 달리 액체는 밀도가 꽤 일정하게 유지되며 용기의 모든 공간을 채우기 위해 스스로 확산되지 않는다.
액체 상태의 물은 지구에 매우 풍부하지만 액체 상태가 되기 위해서는 상대적으로 매우 좁은 압력, 온도 범위 안에 있어야 하기 때문에 우리가 알고 있는 우주에서는 액체가 가장 보기 드문 물질 상태이다. 알려진 우주에서 가장 흔한 상태는 성간운과 같은 기체나 항성 내부와 같은 플라스마 상태이다.

## 소개
액체는 물질의 고체, 기체, 플라즈마와 함께 주요한 4개의 물질의 상태 중 하나이다. 고체와 달리 액체는 비교적 자유롭게 움직인다. 고체에서 분자들을 함께 묶는 힘은 고체가 단단하게 남아있는 반면에 액체에서는 일시적이어서 액체가 흐를 수 있게 한다. 또한 기체처럼 유체의 특성을 보여준다.
봉인된 용기속에 있다면 용기에 있는 모든 표면에 같은 압력이 적용된다. 어떤 모양으로도 변형 가능하나, 기체와 달리 액체는 거의 압축할 수 없으며 넓은 범위의 압력에서 거의 일정한 부피를 차지한다. 즉 이용 가능한 공간을 채우기 위해 스스로 부피를 늘리지 않고, 표면을 형성한다. 그리고 다른 액체와 항상 잘 섞이는 것은 아니다. 유압구동계 등이 이러한 특성을 활용한 사례이다.
액체 입자들은 견고하게 묶여 있지만 단단하지는 않다. 액체는 입자가 서로의 움직임을 제한하나 다른 곳으로 자유롭게 움직일 수 있게끔 한다. 온도가 상승하면 분자의 운동이 활발해져 분자 간 거리가 멀어진다. 만일 끓는점에 도달하면, 과가열의 경우를 제외하고 분자들이 더 가까이 묶여 있도록 하는 결합 에너지를 깨뜨리고 기체로 상태 변화된다. 온도가 차가워지면 분자 간 거리는 더 가까워진다. 어는점에 도달하면, 과냉각의 경우를 제외하고 분자들은 더 단단한 결합을 갖게되며 결정화된다.

## 액체의 구조
원소 가운데 실온에서 액체인 것은 금속에서는 수은, 비금속에서는 브로민의 2종으로 매우 적다. 이 밖에 실온에 가까운 녹는점을 가지는 금속에 갈륨(녹는점 29.8°C)과 세슘(녹는점 28.5°C), 프랑슘(녹는점 27°C)이 있을 뿐이다. 이와 같이, 우리의 주변에서 볼 수 있는 액체는 대부분 화합물 또는 그들이 혼합된 것이다. 액체는 고체의 경우와 달리 그것을 이루고 있는 입자의 배열이 불규칙하여 입자가 상당히 자유로이 운동할 수 있다. 여러 가지 물질의 끓는점을 비교해 보면 상당히 높은 것도 있고 낮은 것도 있다. 끓는점이 높다는 말은 액체를 구성하고 있는 입자(원자, 분자 이온)가 따로따로 흩어져 있어 기체로 될 온도가 높다는 것을 뜻한다. 다시 말하면, 이것은 액체를 구성하고 있는 입자 사이에 강한 힘이 작용하고 있을수록 끓는점이 높아진다는 말이 된다.

## 다른 상태와의 비교
액체가 고체와 달리 어떤 모양의 그릇에나 들어갈 수 있는 것은, 액체를 이루고 있는 입자가 고체의 경우보다 상호간의 결합력이 약하여 움직이기 쉽기 때문이다. 또, 기체를 주사기에 넣고 구멍을 막은 다음 피스톤을 밀었다가 뺐다가 하면 기체의 부피가 변하는데 반해 액체는 이와 같이 해도 부피가 변하지 않는다. 이것은 액체를 이루고 있는 입자의 틈새가 기체의 경우보다 훨씬 작아 더 이상 압축되기 힘들기 때문이다. 흔히 볼 수 있는 액체괴물(슬라임)이 액체가 아닌 이유는 손으로 잡을 수 있고 고정력이 있기 때문이다. 따라서 액체는 힘이 없고 잡을 수 없어야 한다. 다만 대부분의 기체와 달리 눈에 보인다.

### 부력
액체와 기체는 부력이 있지만, 고체는 없다.

## 점성
유리병 속에 에탄올(에틸알코올)과 진한 황산을 각각 넣고 흔들면 유리병의 벽을 타고 내리는 모양이 다르다. 에틸알코올은 비교적 깨끗이 내려가지만, 진한 황산은 끈적끈적하며 잘 내려가지 않는다. 액체의 이러한 성질을 점성이라고 한다. 점성을 엄밀히 측정하기는 상당히 어려운 일이지만, 굵기가 같은 가는 관을 같은 양의 액체가 타고 내리는 시간을 비교하면 점성이 큰 액체 쪽이 시간이 더 걸린다. 이때, 한쪽 액체를 표준으로 하여 시간을 재면 점성을 비교할 수가 있다. 점성은 온도가 올라가면 감소하는 것이 보통이므로 측정할 때는 온도를 일정하게 유지해야 한다. 오스트발트의 점도계를 사용하여 물을 표준으로 삼으면, 어떤 액체와 물의 점성의 비(비점성도)는 각각의 밀도를 d, dw, 점도계의 두 눈금 사이를 흘러내리는 시간을 t, tw라고 할 때 dt/dwtw로 구할 수 있다. 분자성 액체에서는 액체로 존재하는 온도 범위가 좁은 물질이 넓은 물질에 비해서 점성이 작다. 또, 분자의 구조가 복잡한 것은 점성이 크다. 물이나 알콜 등은 수소 결합이 있으므로 양상이 좀 다르다. 그리고 세상에서 가장 점성이 높은 액체는 피치이다.

## 표면장력
표면장력(表面張力)은 액체의 표면이 스스로 수축하여 되도록 작은 면적을 취하려는 힘의 성질을 말하며 계면장력의 일종이다. 소금쟁이과와 같은 곤충이 물 위에 걸을 수 있게 도와 주는 것도 이 속성에서 비롯한다. 또 다른 예로 바늘 등의 금속 물질, 면도 칼날, 포일 조각과 같은 조그마한 물체들이 물 표면 위에 뜨는 것을 들 수 있다. 이는 모세관 현상과 밀접한 관계가 있다.

## 같이 보기
- 이온성 액체
- 중액
- 액체 절연체
- 액체 구슬
- 액체 호흡
- 액체 저항기
- 미세유체
- 유동층
- 초임계유체

## 참고 문헌
- 이 문서에는 다음커뮤니케이션(현 카카오)에서 GFDL 또는 CC-SA 라이선스로 배포한 글로벌 세계대백과사전의 "액체의 성질" 항목을 기초로 작성된 글이 포함되어 있습니다.